# COVID-19 в Сенегале
Пандемия COVID-19 достигла Сенегала в марте 2020 года. Первый случай зарегистрирован 2 марта.

## Общие сведения
12 января 2020 года Всемирная организация здравоохранения (ВОЗ) подтвердила, что новый коронавирус стал причиной респираторного заболевания в группе людей в городе Ухань (провинция Хубэй, Китай), о котором ВОЗ узнала 31 декабря 2019 года.
Летальность от COVID-19 намного ниже, чем у SARS, пандемия которого произошла в 2003 году, однако заразность нового заболевания намного выше, что приводит к повышенной смертности.

## Хронология
2 марта 2020 года 54-летний мужчина из Франции был первым подтверждённым случаем COVID-19 в Сенегале. Он живет в округе Алмадис в Дакаре, получил положительный тест в Институте Пастера в Дакаре. Он прилетел самолётом Air Senegal 29 февраля 2020 года. Сенегал стал второй к югу от Сахары страной, сообщившей о подтверждённых случаях после Нигерии.
Вторым подтверждённым случаем COVID-19 был французский эмигрант, приехавший в Дакар из Франции. Оба случая указаны как находящиеся в «комфортном» состоянии.
К 4 марта 2020 года число случаев возросло до четырёх, причем два случая были иностранными гражданами. Один из случаев — жена первого заразившегося в Сенегале. Второй — британец из Лондона, который прибыл в Сенегал 24 февраля.
Баскетбольная лига Африки отложила начало своего первого сезона 6 марта 2020 года, который должен был состояться в Дакаре. Это произошло из-за страха, связанного с религиозными событиями и путешествиями, особенно связанными с Великим Магалом, мюридским празднеством, которое происходит в Тубе.
10 марта министр здравоохранения Сенегала Абдулай Диуф Сарр заявил местной прессе, что правительство отменит религиозные мероприятия, если им посоветуют это сделать. В тот же день у возвратившегося сенегальского гражданина из Италии подтвердилось наличие вируса, случай стал пятым случаем в стране.
12 марта 2020 года в Сенегале было объявлено о ещё пяти случаях, которые были членами семьи возвратившегося из Италии. Один из заболевших был в священном городе Туба, несмотря на то, что священнослужители убеждали многих в том, что они невосприимчивы к коронавирусу.
По состоянию на 15 марта в Сенегале было подтверждено 24 случая. Сенегал ввел ограничения на поездки, запретил круизные лайнеры и закрыл школы на три недели из-за коронавируса. Также запрещены публичные собрания на месяц, в том числе мусульманские и христианские паломничества.
23 марта Сенегал объявил чрезвычайное положение.